# Asagena italica
Asagena italica là một loài nhện trong họ Theridiidae.
Loài này thuộc chi Asagena. Asagena italica được miêu tả năm 1996 bởi Knoflach.